# Торнберри, Эмили
Эмили Энн Торнберри (англ. Emily Anne Thornberry; род. 27 июля 1960, Гилфорд) — британский политик, член Лейбористской партии, член теневых кабинетов Эда Милибэнда (2011—2014), Джереми Корбина (2015—2020) и Кира Стармера (2020—2024).

## Биография
Родилась в 1960 году, в семилетнем возрасте пережила развод родителей (отец, Седрик Торнберри, скончавшийся в 2014 году, был юристом, специалистом по защите гражданских прав, долго работал в структурах ООН, занимаясь миротворческими операциями, в том числе на Балканах в 1990-е годы, к моменту отставки в 1995 году занимал должность помощника генерального секретаря ООН). Воспитывалась матерью, учительницей и депутатом местного совета от Лейбористской партии, они жили в муниципальной квартире близ Гилфорда. По окончании начальной школы не смогла сдать экзамен «11+», перешла в новую среднюю школу и была вынуждена посещать подготовительные курсы перед поступлением в Кентский университет, где изучала право и познакомилась со своим будущим мужем Кристофером Наджи (впоследствии — судья Высокого суда Лондона). В 1993 году Эмили Торнберри и её супруг, уже имея троих детей, переехали в лондонское боро Ислингтон. Занималась юридической практикой в качестве барристера, специализируясь на защите гражданских прав в бюро Майкла Мэнсфилда (он известен как республиканец и социалист).
В 17-летнем возрасте вступила в Лейбористскую партию. С 1985 года состояла в крупнейшем в стране Профсоюзе транспортных и неквалифицированных рабочих. В 2000 году предпринимала неудачную попытку избрания в Палату общин в Кентербери, но в 2005 году после отставки Криса Смита победила на выборах и заняла в парламенте его место от округа Южный Ислингтон и Финсбери.

### В теневых кабинетах лейбористов
В 2011 году вошла в теневой кабинет Эда Милибэнда как теневой генеральный прокурор Англии и Уэльса, но в ноябре 2014 года была вынуждена объявить об отставке из-за скандала. В день дополнительных выборов в округе Рочестер и Струд она опубликовала в своём Твиттере фотографию дома в Рочестере с тремя английскими флагами и с белым фургоном рядом (en:White van man). Пост был сочтён «снобистским», обитатель жилища заявил, что никогда не будет голосовать за лейбористов вне зависимости от того, кто состоит в правительстве, а лидер Партии независимости Найджел Фараж выразил мнение о недостатке у лейбористов «английскости».
В сентябре 2015 года стала теневым младшим министром занятости при формировании теневого кабинета Джереми Корбина.
6 января 2016 года Корбин произвёл в кабинете несколько перестановок, в том числе заменив Марию Игл в должности теневого министра обороны на Эмили Торнберри, которая, как и сам Корбин, является противницей ядерного оружия (в 2016 году она также некоторое время являлась теневым министром по выходу из Евросоюза).
27 июня 2016 года вследствие недовольства политикой лидера лейбористов на фоне итогов референдума о выходе Великобритании из Евросоюза Корбин объявил о новых назначениях, в числе прочих мер переместив Торнберри в кресло теневого министра иностранных дел (в 2017 году Торнберри также дополнительно была назначена теневым первым министром Кабинета).
12 декабря 2019 года лейбористы потерпели катастрофическое поражение на парламентских выборах, но Торнберри в своём прежнем округе победила с результатом 56,3 % (на 6,6 % меньше, чем на выборах 2017 года).
15 февраля 2020 года выбыла из борьбы за лидерство в Лейбористской партии, заручившись поддержкой лишь 31 окружной организации партии (для прохождения в следующий этап кампании требовалась поддержка минимум 33).
5 апреля 2020 года новый лидер лейбористов Кир Стармер сформировал свой теневой кабинет, назначив Торнберри теневым министром внешней торговли.
В 2021 году Торнберри была перемещена на должность теневого генерального атторнея Англии и Уэльса, сохранила эту должность в ходе серии новых перестановок 5 сентября 2023 года.
5 июля 2024 года Стармер сформировал своё правительство после победы лейбористов на парламентских выборах, но Торнбери стала единственным членом его теневого кабинета, победившим в своём округе, но не вошедшим в правительство — генеральным атторнеем Англии и Уэльса в первом за 14 лет лейбористском кабинете стал юрист Ричард Хермер.

## Награды
- Дама-командор ордена Британской империи (2024)[14]